# Francisco Ortega Pérez
Francisco Ortega Pérez, tuvo su taller en Marugán (Segovia). Fue uno de los organeros castellanos más importantes del siglo XVIII, y llegó a ser maestro organero del rey.

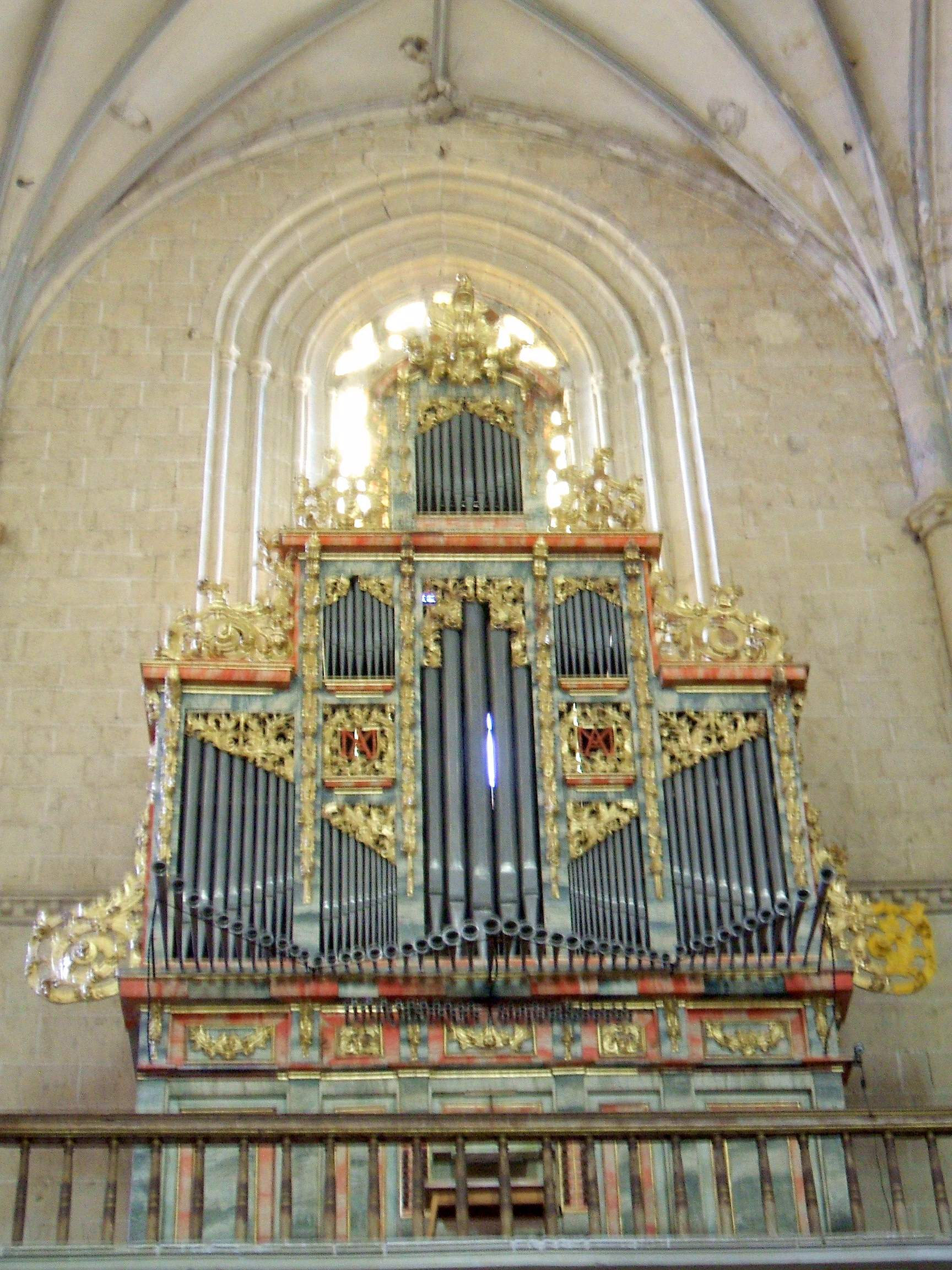
Órgano de la iglesia de Santa María de Mediavilla de Medina de Rioseco.

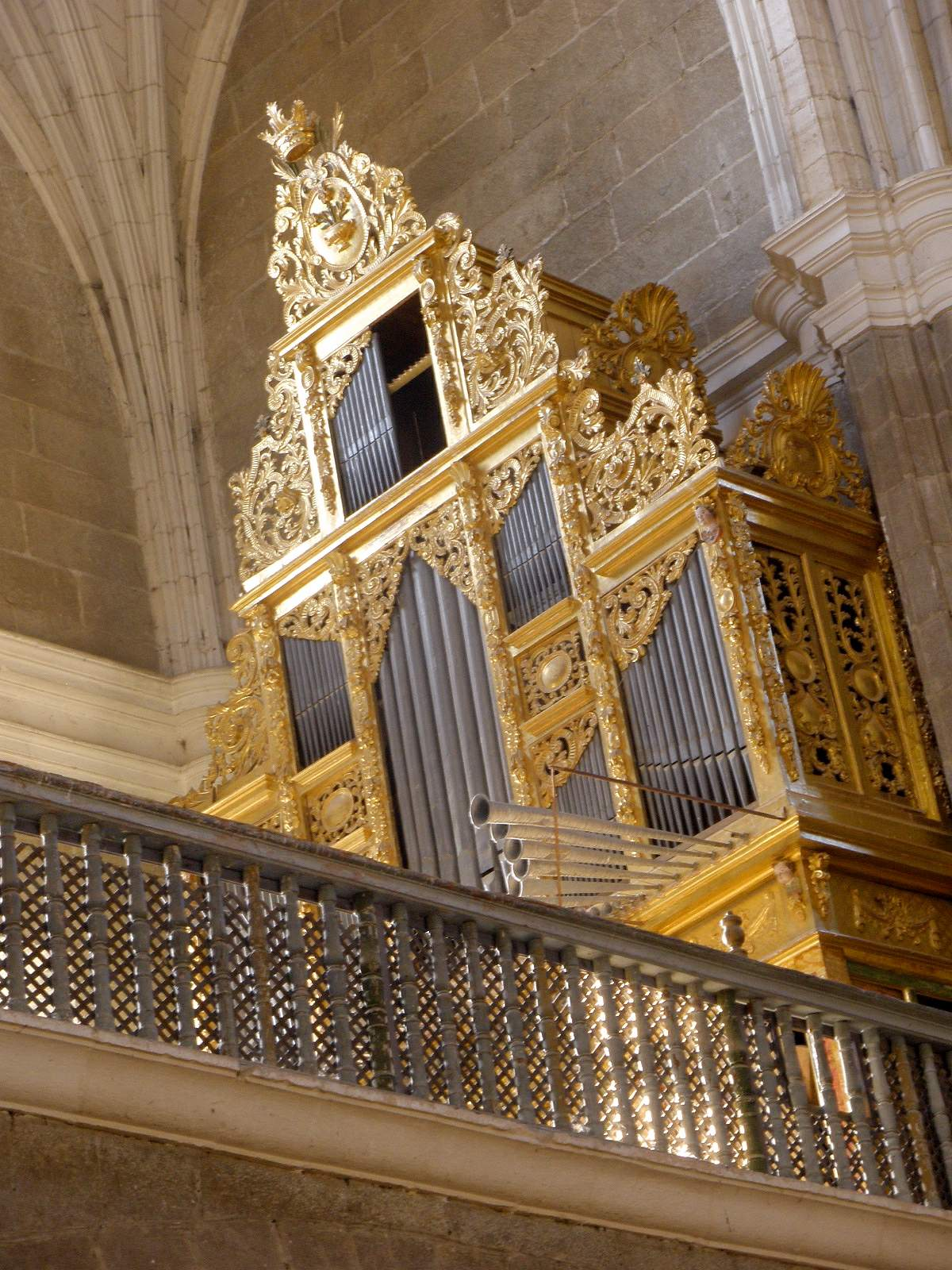
Órgano de la iglesia de San Sebastián de Villacastín.

Sobrino del organero Manuel Pérez Molero, fue iniciador de una saga familiar de organeros, siendo tío de Juan de Inés y Ortega. Otros componentes de este linaje son: Tomás de Inés Rincón , José de Inés Rincón y Leandro Garcimartín de Inés

## Obra
Provincia de Burgos
- Órgano en la iglesia de San Esteban de Tórtoles de Esgueva, realizado en 1715.[1]

Provincia de Segovia
- Órgano en la iglesia de San Bartolomé de Sangarcía, realizado en 1725 y restaurado recientemente.[2]

- Órgano en la iglesia de San Sebastián de Villacastín, realizado en 1742.[3]

- Órgano en la iglesia de San Miguel, en Segovia.

Provincia de Valladolid
- Órgano en la iglesia de Nuestra Señora de la Asunción de Cabezón de Pisuerga, concertado en 1719.[4]

- Órgano para la iglesia de Santa María de Mediavilla de Medina de Rioseco; encargado en 1728, la pieza fue finalizada en 1732. Fue restaurado en el año 2010.[5]

- Órgano en la iglesia de San Juan Degollado de Cervillego de la Cruz, contratado en 1746 y destruido en el hundimiento que la torre sufrió en 1884.[6]

- Órgano en la iglesia de Nuestra Señora de la Asunción de Rueda, concertado en 1747.[7]